# Michele Molese
Michele Molese (New York, 29 agosto 1928 – Broni, 5 luglio 1989) è stato un tenore statunitense naturalizzato italiano.

## Biografia
Era un tenore lirico spinto, dalla voce dotata di un notevole spessore, ampia e generosa.
Nato negli Stati Uniti da genitori emigrati dalla Basilicata, giunse in Italia nel 1952.
Debuttò a Milano nel 1957 al Teatro Nuovo come nel ruolo di Arlecchino in Pagliacci di Ruggero Leoncavallo. La sua voce si sviluppò e si perfezionò durante la carriera fino a consentirgli di affrontare tutto il repertorio lirico e lirico spinto.
Fu interprete nel Werther di Jules Massenet al Teatro alla Scala di Milano, I racconti di Hoffmann di Jacques Offenbach e La traviata, che interpretò decine di volte.  
Si esibì nei principali teatri italiani e internazionali. Per un ventennio è stato sempre presente al New York City Opera, cantando in diverse rappresentazioni.
Negli Stati Uniti ha lasciato un interessante catalogo di videoregistrazioni.
Tra le incisioni discografiche vanno ricordate le opere: Il trovatore, Mireille, Faust con il soprano Beverly Sills, Il giuramento con il soprano Teresa Żylis-Gara, Manon Lescaut con il soprano Virginia Zeani, Sakùntala di Franco Alfano con l'orchestra della RAI e un recital di arie verdiane.
È morto stroncato da un attacco cardiaco.

## Repertorio
Tra le principali opere del suo repertorio vanno ricordate:
- Wolfgang Amadeus Mozart
  - Il flauto magico (Tamino)
- Gaetano Donizetti
  - L'elisir d'amore (Nemorino)
  - Lucia di Lammermoor (Edgardo)
- Vincenzo Bellini
  - I Capuleti e i Montecchi (Tebaldo)
- Saverio Mercadante
  - Il giuramento (Viscardo)
- Charles Gounod
  - Faust (Faust)
  - Mireille (François)
  - Sapho (Jean)
- Giuseppe Verdi
  - Rigoletto (Duca di Mantova)
  - La traviata (Alfred Germont)
  - Il trovatore (Manrico)
  - Aida (Radames)
  - Un ballo in maschera (Riccardo)
- Giacomo Puccini
  - Madama Butterfly (Pinkerton)
  - La bohème (Rodolfo)
  - Manon Lescaut (Des Grieux)
  - Tosca (Mario Cavaradossi)
- Georges Bizet
  - Carmen (Don Josè)
- Jules Massenet
  - Manon (des Grieux)
- Pietro Mascagni
  - Cavalleria rusticana (Turiddu)
  - Parisina (Ugo D'Este)
- Sergej Prokof'ev
  - L'amore delle tre melarance (Principe Tartaglia)
- Franco Alfano
  - Sakùntala (Il Re)
- Giancarlo Menotti
  - La derniere sauvage (Prince Kodana)
- Hans Werner Henze
  - Il re cervo (Il Re)

## Discografia
- Wolfgang Amadeus Mozart, Il flauto magico, interpreti. Michele Molese, Beverly Sills, Veronica Tyler, John Reardon, Joan Summers. Orchestra New York Opera, direttore Julius Rudel. Registrazione live – 1966.
- Gaetano Donizetti, Lucia di Lammermoor, interpreti: Michele Molese, Beverly Sills, Dominic Cossa, Robert Hale. Orchestra Opera di New York, direttore Charles Wendelken Wilson. Registrazione live – 1969.
- Saverio Mercadante, Il giuramento, interpreti: Michele Molese, Benedetta Pecchioli, Lajos Miller, Teresa Żylis-Gara. Orchestra e Coro della ORTF, direttore Thomas Schippers. Registrazione live -1970.
- Giuseppe Verdi, La traviata, interpreti: Michele Molese, Virginia Zeani, Giulio Fioravanti. Orchestra e Coro del Teatro Verdi di Trieste, direttore Antonio Guarnieri. Registrazione live – 1965.
- Giuseppe Verdi, Il trovatore, interpreti: Michele Molese, Gordoni Virginia, Lino Puglisi, Nedda Casei. Orchestra e Coro Wiener Staatsoper, direttore Nello Santi. Registrazione in studio – 1961.
- Giuseppe Verdi, Rigoletto, interpreti: Michele Molese, Licinio Montefusco, Anna Maccianti. Orchestra e Coro  Wiener Staatsoper, direttore Gianfranco Rivoli. Registrazione in studio – 1957.
- Giacomo Puccini, Manon Lescaut, interpreti: Michele Molese, Virginia Zeani, Louis Quilico, Bernard Tugeon. Orchestra e Coro di Montréal, direttore Franz Paul Decker. Registrazione live – 1968.
- Pietro Mascagni, Parisina, interpreti: Michele Molese, Emma Renzi, Benito Di Bella, Mirella Parutto. Coro e Orchestra della RAI di Milano, direttore Pierluigi Urbini. Registrazione live - 1976.
- Franco Alfano, Sakùntala, interpreti: Michele Molese, Celestina Casapietra, Laura Didier Gambardella, Adriana Baldisieri, Aurio Tomicich, Ferruccio Mazzoli. Orchestra Sinfonica della RAI di Roma, direttore Ottavio Ziino. Registrazione live – 1952.